# Басово-Водное
Басово-Водное (каз. Басово-Водное) — упразднённое село в Восточно-Казахстанской области Казахстана. На момент упразднения находилось в подчинении городской администрации Усть-Каменогорска. В 1990-е годы включено в состав города.

## География
Располагалось в приустьевой части реки Аблакетка, в нижнем бьефе плотины Усть-Каменногорской ГЭС.

## История
Образовано путем слияния сел Басово и Водное в один населенный пункт. До середины 1980-х годов входило в состав Меновновского сельсовета Таврического района, затем передано в подчинение Октябрьского райсовета Усть-Каменногорского горсовета.

## Население
По данным всесоюзной переписи 1989 года в селе проживало 30 человек, из которых русские составляли 66 % населения, казахи — 23 %.